# Aljaž Casar
Aljaž Casar (* 17. September 2000 in Murska Sobota) ist ein slowenischer Fußballspieler.

## Karriere

### Verein
Casar begann seine Karriere beim NŠ Mura. Zur Saison 2013/14 wechselte er zum NK Pobrežje. Zur Saison 2014/15 wechselte er zur U-15 des NK Maribor. Nach einer Saison bei Maribor schloss er sich zur Saison 2015/16 dem NK Veržej an. Im Januar 2016 kehrte er zu Mura zurück.
Zur Saison 2017/18 wechselte er zum Drittligisten NK Rakičan. Für Rakičan absolvierte er in jener Saison 22 Spiele in der 3. SNL und erzielte dabei fünf Tore. Zu Saisonende stieg er mit dem Verein aus der dritten Liga ab. Daraufhin wechselte er zur Saison 2018/19 zum Drittligisten NK Odranci. In seinem halben Jahr bei Odranci kam er zu 13 Drittligaeinsätzen, in denen er drei Tore erzielte.
Im Januar 2019 kehrte er in die Jugend von Mura zurück. Zur Saison 2019/20 wechselte er nach Österreich zum Bundesligisten SCR Altach, bei dem er einen bis Juni 2021 laufenden Vertrag erhielt. Sein Debüt in der Bundesliga gab er im August 2019, als er am zweiten Spieltag jener Saison gegen die WSG Tirol in der 73. Minute für Manfred Fischer eingewechselt wurde. In zwei Spielzeiten bei den Vorarlbergern kam er zu insgesamt 24 Bundesligaeinsätzen. Nach der Saison 2020/21 verließ er den Verein nach seinem Vertragsende.
Daraufhin wechselte er zur Saison 2021/22 nach Deutschland zur viertklassigen Reserve des Bundesligisten TSG 1899 Hoffenheim. Für diese kam er zu 30 Einsätzen in der Regionalliga Südwest. Im August 2022 schloss er sich dem Drittligisten Hallescher FC an.
Im Sommer 2024 wechselte er zum Drittligisten Dynamo Dresden. Am Ende der Saison 2024/25 erreichte er mit der Mannschaft den Aufstieg in die 2. Bundesliga.

### Nationalmannschaft
2021 spielte Casar sechsmal für die slowenische U-21-Auswahl.